# Sistem excretor
Sistemul excretor (aparatul excretor) este un sistem funcțional care îndepărtează din organism produși inutili și toxici, asigurându-se astfel menținerea constantă a compoziției mediului intern - homeostazia. Sistemul excretor îndeplinește o dublă funcție: a) reglează mediul intern prin menținerea aceleiași cantități de săruri și de apă, cea mai mare parte din prisos fiind eliminată prin rinichi; b) elimină substanțele inerte și substanțele toxice, rezultate din metabolismul substanțelor proteice. Principala cale de excreție este calea renală. Alte căi de excreție, decât calea renală sunt plămânii, branhiile, glandele sudoripare, ficatul, tegumentul, mucoasa intestinală.

## Calea renală de excreție
Rinichiul este organul principal de eliminare a substanțelor toxice endogene sau exogene din organism. De altfel, principala cale de eliminare a substanțelor toxice din organism o constituie aparatul uro-excretor (aparatul urinar).
Rinichiul îndeplinește următoarele funcții în organism:
- Funcția de excreție sau depurare a organismului de substanțe nefolositoare endogene și exogene: substanțe neazotate (pigmenți biliari, resturi lipidice, resturi glucidice, fosfați, bicarbonați etc.) și substanțe azotate rezultate din metabolismul intermediar (uree, acid uric, creatinină)
- Menține echilibrul acido-bazic. Acizii care se acumulează în organism sunt eliminați în special prin intermediul rinichiului. Când în organism se acumulează baze, acestea sunt tamponate la diverse niveluri sau sunt eliminate prin rinichi, piele, intestin etc. Prin rinichi se elimină și cetoacizii și amoniacul pentru a împiedica devierea echilibrului acido-bazic;
- Menține echilibrul hidroelectrolitic. Acest echilibru se menține în mare parte constant datorită eliminării apei și electroliților prin rinichi. La menținerea echilibrului hidroelectrolitic participă și alte organe (hipotalamusul, hipofiza, suprarenala etc.) care acționează prin intermediul rinichiului. Rinichii mențin constantă compoziția mediului intern, prin funcțiile lor de îndepărtare a produșilor toxici și de menținere a echilibrului apei și electroliților;
- Funcția endocrină. Rinichiul secretă mai multe substanțe cu proprietăți de hormoni: renina, prostaglandine, kinine biogene, eritropoietina etc.

## Alte căi de excreție, decât calea renală
- La nivelul plămânului se realizează eliminarea CO2 și a unor substanțe volatile, cum ar fi unii corpi cetonici (acetona) etc.
- Substanțele de dezasimilație azotoase pot fi eliminate prin branhii la pești (celulele acidofile) și prin glandele sudoripare la mamifere.
- Ficatul, prin intermediul bilei, elimină produșii toxici exogeni sau endogeni, corpi acizi sau bazici, colesterolul, produșii de degradare a hemoglobinei, așa cum este bilirubina.
- Cantități apreciabile de apă sunt eliminate prin plămâni și prin tegument. În ultimul caz apa se elimină sub formă de sudoare și sub formă de vapori.
- O anumită cantitate de colesterol, de fosfați, de calciu, de magneziu și de fier se elimină prin mucoasa intestinală în lumenul intestinal.